# Ursaring
Ursaring (japanski: リングマ Ringuma) jedan je od 1025 fiktivnih vrsta Pokémona iz medijske franšize Pokémon, skupa Pokémon videoigara, animiranih serija, manga stripova, knjiga, igraćih karata i drugih medija kojima je tvorac Satoshi Tajiri. Svrha je Ursaringa u videoigrama, animiranoj seriji i manga stripovima, kao i svrha ostalih Pokémona, borba s divljim Pokémonima – neukroćenim stvorenjima koje igrači i likovi pronalaze dok kreću na razne avanture – i pripitomljenim Pokémonima drugih Pokémon trenera.
Ursaring je Pokémon medvjed uveden u drugoj generaciji Pokémon videoigara. Razvijeni je oblik Teddiurse, i zauzima 217. mjesto u Nacionalnom Pokédexu. Jedan je od tri Pokémon medvjeda u čitavoj franšizi, i nedvojivo je veći od ostala dva (Teddiursa i Spinda).
Ime Ursaring kombinacija je latinske riječi "ursa" = medvjed, odnoseći se na životinju na čijem se liku temelji lik Ursaringa, i "ring" = prsten, odnoseći se na prstenasti oblik žute boje na njegovom trbuhu. Njegovo japansko ime jednakog je značenja kao i ono englesko: kombinacija je engleske riječi "ring" = prsten, i japanske riječi "kuma" = medvjed.

## Biološke karakteristike
Unatoč svojoj veličini, veoma je dobar penjač, sposoban i željan penjati se na stabla i spavati u dupljama. Njegove kandže izmijenjene su od onih u stvarnog medvjeda radi prilagodbe penjanju. Poput svog prethodnog oblika Teddiurse, ima okruglast rep.
Ursaring se inače hrani biljkama, poglavito voćem, no pojest će i meso (uključujući i ostale Pokémone) ako je gladan i ostala hrana nije prisutna, ili je oskudna. Ursaring se razlikuje od Teddiurse jer nije obavezan pohranjivati hranu i spremati ju za zimu kako bi ju zatim mogao jesti radi preživljavanja, već može prospavati čitavu zimu bez imalo hrane.
Ursaring je isto tako veoma sposoban kopač, i često je u potrazi za krumpirima, tartufima, i ostalom hranom koju može naći tim načinom. Iako je kopač, ne spava špiljama ili na tlu.
Ursaringovo osjetilo njuha jedan je od najrazvijenijih među svim Pokémonima; može osjetiti i najmanje razlike među mirisima. Zbog tog razloga, Ursaringa ponekad koristi policija u Pokémon svijetu: kao borbenu snagu, te kao Pokémona tragača za eksplozivima. 
U igrama Pokémon Diamond i Pearl moguće je primijetiti razlike među spolovima ovog Pokémona. Dok je ženkama krzno na ramenima spušteno, mužjacima strši u zrak.

## U videoigrama
Ursaring se iz svog prethodnog oblika razvija kada Teddiursa dostigne 30. razinu. Normalan je Pokémon, uveden u drugoj generaciji Pokémon franšize.
U igri Pokémon Gold moguće ga je pronaći na Putu pobjede, planini Silver i Stazi 28. U igri Pokémon Crystal prisutan je u Mračnoj spilji na strani grada Blackthorna te planini Silver. U igri Pokémon Colosseum moguće ga je oteti u skrovištu Team Snagema. Dostupan je u igrama Pokémon XD: Gale of Darkness i Pokémon Emerald razvijanjem Teddiurse.
Ursaringove su statistike većinom prosječne za Pokémona prvog stupnja, iako je njegov Attack status daleko iznad prosjeka, te od ukupno 493, Ursaringov je Attack status na 18. mjestu, što ga čini izrazito moćnim napadačem.

## U animiranoj seriji
U filmu Pokémon 4Ever, Ursaring je jedan od Pokémona koji vodi Asha i ostale do ozlijeđenog Celebija.
Šuma prepuna mrzovoljnih Ursaringa prikazana je tijekom epizode "Forest Grumps".
Paul je uhvatio svog Ursaringa tijekom epizode "Different Strokes for Different Blokes", i trenutačno provjerava koliko je točno snažan.